# 鮑隆
鮑隆，是《三国演义》中的虚构人物，一作鮑龍，东汉末期桂陽太守趙範属下管軍校尉。
他和陳應原为桂阳岒山乡猎户，鮑龍曾经射殺两頭老虎。趙雲攻桂陽郡，趙範想要归降，他劝说趙範出兵相拒，陳應率軍三千挑战趙雲。与赵云交锋便被生擒。趙範归降後，想把寡嫂樊氏嫁给趙雲为妻。趙雲以为不義而发怒，殴打趙範。趙範怀恨，与陈应、鲍隆商议，陈应、鲍隆诈降趙雲，说趙範想用美人计，意图暗殺趙雲。赵云识破鲍隆之计，将他们灌醉，斬杀陈应、鲍隆，擒获趙範。